# George Foreman
George Edward Foreman (Marshall (Texas), 10 januari 1949 – Houston (Texas), 21 maart 2025) was een Amerikaanse bokser die twee keer wereldkampioen werd. Hij was tevens een succesvol zakenman, en daarnaast actief als evangelist en predikant. In 1968 won hij de gouden medaille in het zwaargewicht bij de Olympische Spelen in Mexico-Stad.
Van de 81 partijen die Foreman bokste als prof, won hij er 76, waarvan 68 op knock-out. Vijf gevechten verloor hij. Zijn bijnaam luidde Big George.
Hij won in 1973 de wereldtitel zwaargewicht na het verslaan van de toen ongeslagen kampioen Joe Frazier. Zijn meest legendarische (door Don King gearrangeerde) gevecht is ongetwijfeld het duel in Kinshasa, in het toenmalige Zaïre, tegen Muhammad Ali. Deze kamp ging de boeken in als The Rumble in the Jungle (30 oktober 1974). Hij verloor dit gevecht. Door deze nederlaag was hij een jaar zwaar depressief.
Op 5 november 1994 deed Foreman van zich spreken door op 45-jarige leeftijd in gokstad Las Vegas de wereldtitel op te eisen in het zwaargewicht bij de WBA en de IBF, twee van de vier federaties die titelgevechten mogen organiseren. Op die dag sloeg hij wereldkampioen Michael Moorer in de tiende ronde knock-out.
Foreman overleed op 21 maart 2025 op 76-jarige leeftijd.